# Resurrezione (Assisi)
La Resurrezione è un affresco (300x300 cm) attribuito al giovane Giotto, databile al 1291-1295 circa e situato nella fascia superiore della parete sinistra della Basilica superiore di Assisi.

## Descrizione e stile
La scena, nella quarta campata, è molto danneggiata e ne restano solo alcune porzioni nella parte inferiore, che mostrano i soldati addormentati ai piedi del sepolcro di Cristo, del quale si intravede la base architettonica. Più in alto inoltre sono sopravvissuti alcuni frammenti del panneggio di Cristo risorto. Pur nella scarsità di resti colpisce l'alta qualità della composizione, con l'intreccio dei corpi dei soldati risolto brillantemente nella scansione spaziale, con l'uso di modernissimi scorci. Su queste figure la luce si posa chiara accentuando la plasticità dei volumi.
Molto curati sono i dettagli, come le decorazioni sull'armatura del soldato di spalle, elegantemente graffita.
In una piccola porzione della parete, all'avvicinarsi alla controfacciata, si incontra per la prima volta la decorazione delle finte mensole dipinte, un motivo illusionistico che ricorrerà poi nelle Storie di san Francesco.

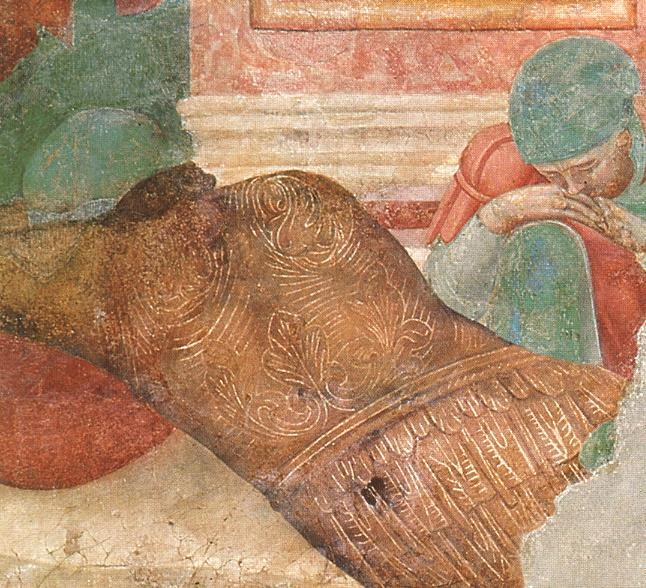
Dettaglio